# Бат-Очирын Элдэв-Очир
Бат-Очирын Элдэв-Очир (1905—1937) — видный политический деятель в первые годы существования Монгольской Народной Республики, между 1928 и 1937 году, один из трёх секретарей ЦК Монгольской народно-революционной партии (МНРП), первый секретарь Президиума ЦК МНРП с 1929 по 1930 и снова в течение месяца в 1932 году. В качестве партийного лидера во время господства «леваков» в начале 1930-х годов Элдэв-Очир настаивал на быстром осуществлении социалистической политики (насильственной коллективизации и конфискации имущества), приводил преследования буддийской церкви Монголии и при поддержке Советского Союза чистки «контрреволюционных элементов», в частности, бурятов, во время «Дела Лхумбэ» в 1933—1934 гг. Скончался в 1937 году в результате травм, полученных в автомобильной аварии.

## Биография

### Молодость и карьера
Элдэв-Очир родился в 1905 году в аймаке Дзасагту-хана, где с 1922 по 1925 год он был лидером местной ячейки Монгольского революционного союза молодежи (MРСМ). В середине 1920-х годов он привлек внимание агентов Коминтерна, которые искали молодых, более радикальных членов партии, и, предпочтительно, из сельских районов для продвижения по партийной лестнице, чтобы создать противовес «старой гвардии» революционеров, таких как премьер-министр Балингийн Цэрэндорж, заместитель премьер-министра Анандын Амар и председатель партии Цэрэн-Очирын Дамбадорж. Элдэв-Очир вступил в ряды МНРП в 1925 году, поступил в партийную школу МНРП в Улан-Баторе, а затем продолжил обучение в Коммунистическом университете трудящихся Востока имени И. В. Сталина в СССР, который окончил в 1928 году.
На VII съезде МНРП в 1928 году, сотрудники Коминтерна (в их числе и американец Уильям Ф. Данн) организовали отставку правых лидеров, таких как Дамбадорж и обеспечили избрание в качестве секретарей ЦК МНРП левых, таких как Элдэв-Очир, Пэлжидийн Гэндэн и Улзийтийн Бадрах. Элдэв-Очир был также избран в Президиум ЦК МНРП, несмотря на сопротивление со стороны делегатов от MРСМ, которые обвинили его жену в том, что она «настоящая феодалка» и потребовали, чтобы он с ней развёлся, что он отказался сделать.

### Левый уклон
С 1929 по 1932 Элдэв-Очир поддерживал политику, защищаемую Советским Союзом, быстрого перехода страны от «демократического» этапа революции к «социалистическому». Скотоводы были насильно коллективизированы, частная торговля была подавлена, имущество как дворянства, так и буддийской церкви было экспроприировано. Поголовье скота в Монголии упало на треть. Более 800 владений, принадлежащих знати и буддийской церкви, были конфискованы и более 700 человек, в основном из знатных семей, были казнены.
Когда в марте 1930 г. ламы в монастырей в Тугсбуянте и Улангоме аймака Увс начали восстание против политики правительства, Элдэв-Очир был спешно назначен руководителем Службы внутренней охраны (ДХГ) и ему было приказано подавить восстание. Он и советский инструктор командовали кавалерией из Ховда, которая быстро и жестоко подавила лам. После чего Элдэв-Очир приказал немедленно казнить 30 руководителей восстания. Однако в ходе боевых действий автомобиль Элдэв-Очира перевернулся и он получил травму шеи.

### Новый поворот в политике
Хотя Элдэв-Очир был лидером партии, ему удалось избежать советского возмездия за фиаско ускоренной социализации, когда Москва стала сворачивать политику насильственной коллективизации. Изменить курс вынудило Хубсугульское восстание 1932 года (подавленное при активном участии ДХГ под командованием заместителя Элдэв-Очира Сэрээнэнгийна Гиваапила). В то время как в мае 1932 года некоторые из его коллег (в том числе Бадрах, Золбингийн Шижээ, и премьер-министр Цэнгэлтийн Жигжиджав) были репрессированы как «левые уклонисты», Элдэв-Очир и Хорлогийн Чойбалсан изображались как первые кто возвысил голос против политики эксцессов. В результате на IX съезде партии в 1934 г. Элдэв-Очир был переизбран секретарем партии (наряду с Доржжавын Лувсаншарав и Хас-Очирын Лувсандорж) и снова переизбран в 1937 году (на этот раз с Лувсаншаравом и Банзаржавын Басанжавом). Гэндэну, который также был тесно связан с фиаско лефтистской политики, тем не менее в 1932 году удалось получить назначение на пост премьер-министра после того, как он обеспечил благосклонность Иосифа Сталина.

### Дело Лхумбэ
Весной 1933 премьер-министр Гэндэн и Элдэв-Очир согласились на арест их соратника по партии, секретаря Жамбына Лхумбэ. Причиной ареста было ложное утверждение, что Лхумбэ является главой японского шпионского заговора с целью свержения революционного правительства. В последующее расследование, известное как «Дело Лхумбэ», были вовлечены сотни монголов, обвинённых в участии в «шпионском заговоре», что привело к мощной чистке высокопоставленных политиков и военных, в особенности, бурятов по национальности.

### Преследования буддийской церкви
В 1935 году Элдэв-Очир возглавил чрезвычайную комиссию по религии, с помощью которой Центральный Комитет продолжил гонения на буддийскую церковь. Были приняты и тщательно внедрены в жизнь законы, целью которых было окончательно разрушить авторитет и независимость буддийской церкви. Споры теперь решались в общественных судах, религиозная администрация находилась под жестоким контролем, службы было приказано проводить на монгольском, а не традиционном тибетском и так далее. Монастыри, не следовавшие данным установлениям, были сурово наказаны вплоть до полного закрытия. Элдэв-Очир часто присутствовал на субботних собраниях в монастырях, где он провозглашал революционные принципы и угрожал монастырям закрытием.

### Изгнание Гэндэна
Тем не менее, Сталин был недоволен медленными темпами войны МНРП с ламами и к 1935 году было ясно, что Гэндэн потерял поддержку советского лидера. На пленарном заседании МНРП в марте 1936 Гэндэн был обвинен в саботаже монголо-советских отношений, лишен постов премьер-министра и министра иностранных дел и отправлен в СССР «для лечения». Находясь под домашним арестом в черноморском курортном городе Форос, Гэндэн отчаянно пытался вернуться в Монголию и в один момент сумел связаться Элдэв-Очиром, который был отпуске в Ялте, и попросил его о помощи. Элдэв-Очир не предпринял никаких усилий. Гэндэн был казнен в ноябре 1937 года.

### Смерть
Предполагалось, что примерно в то же самое время Элдэв-Очир скоропостижно скончался. Детали последнего года его жизни неясны. Вначале предполагали, что и он стал жертвой масштабных советских чисток, которые имели место в Монголии в период между 1937 и 1939 гг. Позже появилась информация, что он умер в московской больнице после падения из движущегося транспортного средства во время охоты.